# Hall of Fame (single)
"Hall of Fame" is een single van de Ierse band The Script en de Amerikaanse zanger will.i.am. Het nummer is de leadsingle van hun derde studioalbum #3, dat in 2012 uitkwam. De single is geschreven door de bandleden Danny O'Donoghue, Mark Sheehan en James Barry.

## Achtergrond
Het nummer kwam de Ierse hitlijsten binnen op de nummer-1 positie voor vier weken. Hiermee werd het de tweede nummer-1 single en de vijfde die in de top-10 stond in Ierland. In Engeland kwam "Hall of Fame" binnen op de tweede plek in de Engelse hitlijsten. Een week later stond het nummer op de nummer-1 positie. 
De bijhorende videoclip kwam uit op 19 augustus 2012 en is geproduceerd door Sony Music Entertainment UK Limited.

## Tracklijst
| Nr. | Titel                      | Duur |
| --- | -------------------------- | ---- |
| 1.  | Hall of Fame               | 3:22 |
| 2.  | Hall of Fame (Jimbo remix) | 3:02 |

## Hitnoteringen

### Nederlandse Top 40
| Hitnotering: 11-08-2012 t/m 12-01-2013 | Hitnotering: 11-08-2012 t/m 12-01-2013 | Hitnotering: 11-08-2012 t/m 12-01-2013 | Hitnotering: 11-08-2012 t/m 12-01-2013 | Hitnotering: 11-08-2012 t/m 12-01-2013 | Hitnotering: 11-08-2012 t/m 12-01-2013 | Hitnotering: 11-08-2012 t/m 12-01-2013 | Hitnotering: 11-08-2012 t/m 12-01-2013 | Hitnotering: 11-08-2012 t/m 12-01-2013 | Hitnotering: 11-08-2012 t/m 12-01-2013 | Hitnotering: 11-08-2012 t/m 12-01-2013 | Hitnotering: 11-08-2012 t/m 12-01-2013 | Hitnotering: 11-08-2012 t/m 12-01-2013 | Hitnotering: 11-08-2012 t/m 12-01-2013 | Hitnotering: 11-08-2012 t/m 12-01-2013 | Hitnotering: 11-08-2012 t/m 12-01-2013 | Hitnotering: 11-08-2012 t/m 12-01-2013 | Hitnotering: 11-08-2012 t/m 12-01-2013 | Hitnotering: 11-08-2012 t/m 12-01-2013 | Hitnotering: 11-08-2012 t/m 12-01-2013 | Hitnotering: 11-08-2012 t/m 12-01-2013 | Hitnotering: 11-08-2012 t/m 12-01-2013 | Hitnotering: 11-08-2012 t/m 12-01-2013 | Hitnotering: 11-08-2012 t/m 12-01-2013 |
| Week:                                  | 1                                      | 2                                      | 3                                      | 4                                      | 5                                      | 6                                      | 7                                      | 8                                      | 9                                      | 10                                     | 11                                     | 12                                     | 13                                     | 14                                     | 15                                     | 16                                     | 17                                     | 18                                     | 19                                     | 20                                     | 21                                     | 22                                     |                                        |
| -------------------------------------- | -------------------------------------- | -------------------------------------- | -------------------------------------- | -------------------------------------- | -------------------------------------- | -------------------------------------- | -------------------------------------- | -------------------------------------- | -------------------------------------- | -------------------------------------- | -------------------------------------- | -------------------------------------- | -------------------------------------- | -------------------------------------- | -------------------------------------- | -------------------------------------- | -------------------------------------- | -------------------------------------- | -------------------------------------- | -------------------------------------- | -------------------------------------- | -------------------------------------- | -------------------------------------- |
| Positie:                               | 39                                     | 37                                     | 31                                     | 18                                     | 18                                     | 18                                     | 21                                     | 31                                     | 33                                     | 31                                     | 28                                     | 20                                     | 17                                     | 18                                     | 18                                     | 19                                     | 22                                     | 22                                     | 26                                     | 25                                     | 30                                     | 39                                     | uit                                    |

### NederlandseSingle Top 100
| Hitnotering: 25-08-2012 t/m 23-03-2013 | Hitnotering: 25-08-2012 t/m 23-03-2013 | Hitnotering: 25-08-2012 t/m 23-03-2013 | Hitnotering: 25-08-2012 t/m 23-03-2013 | Hitnotering: 25-08-2012 t/m 23-03-2013 | Hitnotering: 25-08-2012 t/m 23-03-2013 | Hitnotering: 25-08-2012 t/m 23-03-2013 | Hitnotering: 25-08-2012 t/m 23-03-2013 | Hitnotering: 25-08-2012 t/m 23-03-2013 | Hitnotering: 25-08-2012 t/m 23-03-2013 | Hitnotering: 25-08-2012 t/m 23-03-2013 | Hitnotering: 25-08-2012 t/m 23-03-2013 | Hitnotering: 25-08-2012 t/m 23-03-2013 | Hitnotering: 25-08-2012 t/m 23-03-2013 | Hitnotering: 25-08-2012 t/m 23-03-2013 | Hitnotering: 25-08-2012 t/m 23-03-2013 | Hitnotering: 25-08-2012 t/m 23-03-2013 |
| Week:                                  | 1                                      | 2                                      | 3                                      | 4                                      | 5                                      | 6                                      | 7                                      | 8                                      | 9                                      | 10                                     | 11                                     | 12                                     | 13                                     | 14                                     | 15                                     | 16                                     |
| -------------------------------------- | -------------------------------------- | -------------------------------------- | -------------------------------------- | -------------------------------------- | -------------------------------------- | -------------------------------------- | -------------------------------------- | -------------------------------------- | -------------------------------------- | -------------------------------------- | -------------------------------------- | -------------------------------------- | -------------------------------------- | -------------------------------------- | -------------------------------------- | -------------------------------------- |
| Positie:                               | 16                                     | 30                                     | 31                                     | 43                                     | 50                                     | 33                                     | 17                                     | 20                                     | 27                                     | 19                                     | 20                                     | 19                                     | 27                                     | 37                                     | 41                                     | 43                                     |
| Week:                                  | 17                                     | 18                                     | 19                                     | 20                                     | 21                                     | 22                                     | 23                                     | 24                                     | 25                                     | 26                                     | 27                                     | 28                                     | 29                                     | 30                                     | 31                                     |                                        |
| Positie:                               | 22                                     | 43                                     | 35                                     | 37                                     | 34                                     | 41                                     | 57                                     | 42                                     | 63                                     | 75                                     | 73                                     | 63                                     | 68                                     | 66                                     | 79                                     | uit                                    |

### 3FM Mega Top 50
| Hitnotering: 04-08-2012 t/m 26-01-2013 | Hitnotering: 04-08-2012 t/m 26-01-2013 | Hitnotering: 04-08-2012 t/m 26-01-2013 | Hitnotering: 04-08-2012 t/m 26-01-2013 | Hitnotering: 04-08-2012 t/m 26-01-2013 | Hitnotering: 04-08-2012 t/m 26-01-2013 | Hitnotering: 04-08-2012 t/m 26-01-2013 | Hitnotering: 04-08-2012 t/m 26-01-2013 | Hitnotering: 04-08-2012 t/m 26-01-2013 | Hitnotering: 04-08-2012 t/m 26-01-2013 | Hitnotering: 04-08-2012 t/m 26-01-2013 | Hitnotering: 04-08-2012 t/m 26-01-2013 | Hitnotering: 04-08-2012 t/m 26-01-2013 | Hitnotering: 04-08-2012 t/m 26-01-2013 | Hitnotering: 04-08-2012 t/m 26-01-2013 | Hitnotering: 04-08-2012 t/m 26-01-2013 | Hitnotering: 04-08-2012 t/m 26-01-2013 | Hitnotering: 04-08-2012 t/m 26-01-2013 | Hitnotering: 04-08-2012 t/m 26-01-2013 | Hitnotering: 04-08-2012 t/m 26-01-2013 | Hitnotering: 04-08-2012 t/m 26-01-2013 | Hitnotering: 04-08-2012 t/m 26-01-2013 | Hitnotering: 04-08-2012 t/m 26-01-2013 | Hitnotering: 04-08-2012 t/m 26-01-2013 | Hitnotering: 04-08-2012 t/m 26-01-2013 | Hitnotering: 04-08-2012 t/m 26-01-2013 | Hitnotering: 04-08-2012 t/m 26-01-2013 | Hitnotering: 04-08-2012 t/m 26-01-2013 |
| Week:                                  | 1                                      | 2                                      | 3                                      | 4                                      | 5                                      | 6                                      | 7                                      | 8                                      | 9                                      | 10                                     | 11                                     | 12                                     | 13                                     | 14                                     | 15                                     | 16                                     | 17                                     | 18                                     | 19                                     | 20                                     | 21                                     | 22                                     | 23                                     | 24                                     | 25                                     | 26                                     |                                        |
| -------------------------------------- | -------------------------------------- | -------------------------------------- | -------------------------------------- | -------------------------------------- | -------------------------------------- | -------------------------------------- | -------------------------------------- | -------------------------------------- | -------------------------------------- | -------------------------------------- | -------------------------------------- | -------------------------------------- | -------------------------------------- | -------------------------------------- | -------------------------------------- | -------------------------------------- | -------------------------------------- | -------------------------------------- | -------------------------------------- | -------------------------------------- | -------------------------------------- | -------------------------------------- | -------------------------------------- | -------------------------------------- | -------------------------------------- | -------------------------------------- | -------------------------------------- |
| Positie:                               | 42                                     | 34                                     | 27                                     | 12                                     | 15                                     | 16                                     | 21                                     | 25                                     | 26                                     | 15                                     | 18                                     | 21                                     | 15                                     | 18                                     | 18                                     | 19                                     | 19                                     | 22                                     | 23                                     | 26                                     | 32                                     | 37                                     | 27                                     | 39                                     | 46                                     | 50                                     | uit                                    |

### NPO Radio 2 Top 2000
| Nummer met noteringen in de NPO Radio 2 Top 2000 | '13  | '14 | '15 | '16  | '17  | '18  | '19  | '20  | '21  | '22  | '23  | '24  |
| ------------------------------------------------ | ---- | --- | --- | ---- | ---- | ---- | ---- | ---- | ---- | ---- | ---- | ---- |
| Hall of Fame                                     | 1330 | 722 | 942 | 1270 | 1450 | 1322 | 1223 | 1396 | 1458 | 1312 | 1350 | 1417 |

1. ↑  Een vetgedrukt getal geeft de hoogste notering aan.
2. ↑  2013 was het eerste jaar met een notering voor dit nummer.